# 前223年
| 千纪： | 前1千纪 |
| 世纪： | 前4世纪 \| 前3世纪 \| 前2世纪                                                                                         |
| 年代： | 前250年代 \| 前240年代 \| 前230年代 \| 前220年代 \| 前210年代 \| 前200年代 \| 前190年代                               |
| 年份： | 前228年 \| 前227年 \| 前226年 \| 前225年 \| 前224年 \| 前223年 \| 前222年 \| 前221年 \| 前220年 \| 前219年 \| 前218年 |
| 纪年： | 秦王政二十四年；齐王建四十二年；楚王负刍五年；代王嘉五年；燕王喜三十二年；衛君角十九年                                |

## 大事记
- 安條克三世继承兄长西路库三世·撒拉努斯成为塞琉古王朝国王。
- 秦滅楚之戰，王翦、蒙武率军南下攻打楚国，攻陷楚国首都寿春，楚王负刍投降。楚人伪托项燕之名，立楚公子昌平君为楚王，反秦于淮南，旋即败亡。楚亡，秦置會稽郡。
- 楚國大將軍項燕自殺。

## 逝世
- 西路库三世·撒拉努斯，塞琉古王朝国王，被行刺。